# Rudolf Hess (Mediziner, 1913)
Rudolf Max Hess (* 4. September 1913 in Zürich; † 10. März 2007 in Zollikerberg) war ein Schweizer Neurologe und Epileptologe.

## Leben
Rudolf Hess, Sohn des Walter Rudolf Hess, widmete sich nach der Matura einem Studium der Medizin in Lausanne, Kiel sowie in Zürich, das er dort 1938 abschloss. In unmittelbarer Folge trat Rudolf Hess eine Assistenzarztstelle am von seinem Vater geleiteten Physiologischen Institut der Universität Zürich an, wo er 1939 mit einer Experimentalarbeit über die Lokalisation des Atmungszentrums im verlängerten Mark promoviert wurde. Nach Assistenzjahren in der Inneren Medizin in Lausanne und in der Psychiatrie in Bern, begann Rudolf Hess im Jahr 1945 seine neurologische Ausbildung beim Neurochirurgen Professor Hugo Krayenbühl in Zürich, der ihn überredete, sich der damals noch neuen Disziplin Elektroenzephalographie, der EEG, zu verschreiben. Die dafür erforderliche Ausbildung absolvierte Hess am National Hospital for Neurology and Neurosurgery in London hauptsächlich bei William Albert Cobb und Edward Arnold Carmichael sowie am Burden Neurological Institute in Bristol bei William Grey Walter.
Nach seiner Rückkehr nach Zürich wurde Rudolf Hess am 1. Oktober 1948 zum Chefarzt der EEG-Station der Neurochirurgischen Universitätsklinik bestellt, die 1954 der Neurologischen Klinik unterstellt sowie 1972 als ein Institut für Elektroenzephalographie verselbständigt wurde. Hess, der zwischen 1953 und 1954 einen sechsmonatigen Studienaufenthalt bei Herbert Jasper in Montreal absolvierte, habilitierte sich 1958 mit einer Arbeit über Elektroenzephalographische Studien bei Hirntumoren. Rudolf Hess wurde 1962 zum außerordentlichen, 1978 zum ordentlichen Professor ad personam ernannt, ehe er 1981 emeritiert wurde.
Rudolf Hess war Gründungsmitglied, langjähriges Vorstandsmitglied sowie Präsident der Schweizerischen EEG-Vereinigung, der heutigen Gesellschaft für klinische Neurophysiologie, sowie der Schweizerischen Liga gegen Epilepsie. Von beiden Gesellschaften wurde er später mit der Ehrenpräsidentschaft ausgezeichnet. Von 1976 bis 1978 präsidierte er die Naturforschende Gesellschaft in Zürich. Er war Ehrenmitglied der Schweizerischen Neurologischen Gesellschaft sowie zahlreicher ausländischer neurophysiologischer und epileptologischer Gesellschaften. 1962 wurde Hess von der deutschen EEG-Gesellschaft durch die Verleihung der höchsten Auszeichnung, den Hans-Berger-Preis gewürdigt.
Rudolf Hess – er zählt zu den Pionieren des klinischen EEGs im deutschsprachigen Raum – legte seine Forschungsergebnisse in etwa 110 wissenschaftlichen Arbeiten nieder. Unter anderem beschrieb er 1952 bei Kindern mit BNS-Epilepsie bzw. West-Syndrom „diffuse gemischte Krampfpotenziale“, die im gleichen Jahr von dem US-amerikanischen Ehepaar (Neurologe und klinischer Neurophysiologe bzw. EEG-Assistentin) Frederic Andrews Gibbs und Erna Leonhardt Gibbs als Hypsarrhythmie bezeichnet wurden sowie 1958 erstmals im deutschen Sprachraum „funktionelle“ zentrale Spitzenfoci bei Kindern, die später als EEG-Korrelat der Rolando-Epilepsie erkannt wurden.

## Schriften
- Elektroencephalographische Studien bei Hirntumoren. Stuttgart, G. Thieme 1959.
- Schlaf und Epilepsie: Gekürzte Fassung. Antrittsvorlesung Zürich 1959. 1959.
- EEG-Fibel. Basel, Sandoz 1963; englische Ausgabe: EEG Handbook. Basel, Sandoz 1966 (19692)
- Vademecum der Epilepsie für Ärzte und Studierende. Zürich, Schweizerische Liga gegen Epilepsie 1976.